# Тигран Петросян
Вижте пояснителната страница за други личности с името Тигран Петросян.
Тигрàн Вартàнович Петрося̀н (на арменски Տիգռան Վարդանի Պետռոսյան) е съветски шахматист от арменски произход, девети световен шампион по шахмат от 1963 до 1969 г.
Тигран Петросян е роден в Тбилиси, а от 1949 живее в Москва. Започва да играе шах от осемгодишен, а през 1951 печели първия си турнир. На тригодишните международни турнири, които определят съперника на световния шампион, той се представя все по-добре: пети в Цюрих през 1953; трети в Амстердам през 1956; трети в Югославия през 1959; първи в Кюрасао през 1962. През 1963 побеждава Михаил Ботвиник с 12,5–9,5 и става световен шампион по шахмат.
Петросян защитава титлата си през 1966, побеждавайки Борис Спаски с 12,5–11,5, ставайки първият световен шампион, спечелил мач за титлата след победата на Алехин през 1934. През 1969 Спаски се реваншира, печелейки с 12,5–10,5 и отнемайки титлата на Петросян.
Тигран Петросян е единственият играч, спечелил партия срещу Боби Фишер по време на претендентските турнири и мачове за световно първенство през 1971, прекъсвайки удивителната му поредица от 20 последователни победи:

Тигран Петросян – Роберт Фишер 1 – 0

Финален мач на претендентите за световната титла, II партия, Буенос Айрес, 5.10.1971.

|   | a | b | c | d | e | f | g | h |   |
| 8 | черен топ на бяло поле a8 · черен цар на черно поле f8 · черен топ на черно поле h8 · черна пешка на черно поле a7 · черна пешка на бяло поле b7 · черна пешка на черно поле e7 · черна пешка на бяло поле f7 · черна пешка на бяло поле h7 · бяла пешка на черно поле d6 · бяла пешка на черно поле c5 · черен офицер на черно поле e5 · бяла дама на бяло поле a4 · черна пешка на черно поле e3 · бял офицер на бяло поле a2 · черна дама на бяло поле e2 · бяла пешка на черно поле f2 · бяла пешка на бяло поле g2 · бяла пешка на черно поле h2 · бял топ на бяло поле d1 · бял топ на бяло поле f1 · бял цар на черно поле g1 | черен топ на бяло поле a8 · черен цар на черно поле f8 · черен топ на черно поле h8 · черна пешка на черно поле a7 · черна пешка на бяло поле b7 · черна пешка на черно поле e7 · черна пешка на бяло поле f7 · черна пешка на бяло поле h7 · бяла пешка на черно поле d6 · бяла пешка на черно поле c5 · черен офицер на черно поле e5 · бяла дама на бяло поле a4 · черна пешка на черно поле e3 · бял офицер на бяло поле a2 · черна дама на бяло поле e2 · бяла пешка на черно поле f2 · бяла пешка на бяло поле g2 · бяла пешка на черно поле h2 · бял топ на бяло поле d1 · бял топ на бяло поле f1 · бял цар на черно поле g1 | черен топ на бяло поле a8 · черен цар на черно поле f8 · черен топ на черно поле h8 · черна пешка на черно поле a7 · черна пешка на бяло поле b7 · черна пешка на черно поле e7 · черна пешка на бяло поле f7 · черна пешка на бяло поле h7 · бяла пешка на черно поле d6 · бяла пешка на черно поле c5 · черен офицер на черно поле e5 · бяла дама на бяло поле a4 · черна пешка на черно поле e3 · бял офицер на бяло поле a2 · черна дама на бяло поле e2 · бяла пешка на черно поле f2 · бяла пешка на бяло поле g2 · бяла пешка на черно поле h2 · бял топ на бяло поле d1 · бял топ на бяло поле f1 · бял цар на черно поле g1 | черен топ на бяло поле a8 · черен цар на черно поле f8 · черен топ на черно поле h8 · черна пешка на черно поле a7 · черна пешка на бяло поле b7 · черна пешка на черно поле e7 · черна пешка на бяло поле f7 · черна пешка на бяло поле h7 · бяла пешка на черно поле d6 · бяла пешка на черно поле c5 · черен офицер на черно поле e5 · бяла дама на бяло поле a4 · черна пешка на черно поле e3 · бял офицер на бяло поле a2 · черна дама на бяло поле e2 · бяла пешка на черно поле f2 · бяла пешка на бяло поле g2 · бяла пешка на черно поле h2 · бял топ на бяло поле d1 · бял топ на бяло поле f1 · бял цар на черно поле g1 | черен топ на бяло поле a8 · черен цар на черно поле f8 · черен топ на черно поле h8 · черна пешка на черно поле a7 · черна пешка на бяло поле b7 · черна пешка на черно поле e7 · черна пешка на бяло поле f7 · черна пешка на бяло поле h7 · бяла пешка на черно поле d6 · бяла пешка на черно поле c5 · черен офицер на черно поле e5 · бяла дама на бяло поле a4 · черна пешка на черно поле e3 · бял офицер на бяло поле a2 · черна дама на бяло поле e2 · бяла пешка на черно поле f2 · бяла пешка на бяло поле g2 · бяла пешка на черно поле h2 · бял топ на бяло поле d1 · бял топ на бяло поле f1 · бял цар на черно поле g1 | черен топ на бяло поле a8 · черен цар на черно поле f8 · черен топ на черно поле h8 · черна пешка на черно поле a7 · черна пешка на бяло поле b7 · черна пешка на черно поле e7 · черна пешка на бяло поле f7 · черна пешка на бяло поле h7 · бяла пешка на черно поле d6 · бяла пешка на черно поле c5 · черен офицер на черно поле e5 · бяла дама на бяло поле a4 · черна пешка на черно поле e3 · бял офицер на бяло поле a2 · черна дама на бяло поле e2 · бяла пешка на черно поле f2 · бяла пешка на бяло поле g2 · бяла пешка на черно поле h2 · бял топ на бяло поле d1 · бял топ на бяло поле f1 · бял цар на черно поле g1 | черен топ на бяло поле a8 · черен цар на черно поле f8 · черен топ на черно поле h8 · черна пешка на черно поле a7 · черна пешка на бяло поле b7 · черна пешка на черно поле e7 · черна пешка на бяло поле f7 · черна пешка на бяло поле h7 · бяла пешка на черно поле d6 · бяла пешка на черно поле c5 · черен офицер на черно поле e5 · бяла дама на бяло поле a4 · черна пешка на черно поле e3 · бял офицер на бяло поле a2 · черна дама на бяло поле e2 · бяла пешка на черно поле f2 · бяла пешка на бяло поле g2 · бяла пешка на черно поле h2 · бял топ на бяло поле d1 · бял топ на бяло поле f1 · бял цар на черно поле g1 | черен топ на бяло поле a8 · черен цар на черно поле f8 · черен топ на черно поле h8 · черна пешка на черно поле a7 · черна пешка на бяло поле b7 · черна пешка на черно поле e7 · черна пешка на бяло поле f7 · черна пешка на бяло поле h7 · бяла пешка на черно поле d6 · бяла пешка на черно поле c5 · черен офицер на черно поле e5 · бяла дама на бяло поле a4 · черна пешка на черно поле e3 · бял офицер на бяло поле a2 · черна дама на бяло поле e2 · бяла пешка на черно поле f2 · бяла пешка на бяло поле g2 · бяла пешка на черно поле h2 · бял топ на бяло поле d1 · бял топ на бяло поле f1 · бял цар на черно поле g1 | 8 |
| 7 | черен топ на бяло поле a8 · черен цар на черно поле f8 · черен топ на черно поле h8 · черна пешка на черно поле a7 · черна пешка на бяло поле b7 · черна пешка на черно поле e7 · черна пешка на бяло поле f7 · черна пешка на бяло поле h7 · бяла пешка на черно поле d6 · бяла пешка на черно поле c5 · черен офицер на черно поле e5 · бяла дама на бяло поле a4 · черна пешка на черно поле e3 · бял офицер на бяло поле a2 · черна дама на бяло поле e2 · бяла пешка на черно поле f2 · бяла пешка на бяло поле g2 · бяла пешка на черно поле h2 · бял топ на бяло поле d1 · бял топ на бяло поле f1 · бял цар на черно поле g1 | черен топ на бяло поле a8 · черен цар на черно поле f8 · черен топ на черно поле h8 · черна пешка на черно поле a7 · черна пешка на бяло поле b7 · черна пешка на черно поле e7 · черна пешка на бяло поле f7 · черна пешка на бяло поле h7 · бяла пешка на черно поле d6 · бяла пешка на черно поле c5 · черен офицер на черно поле e5 · бяла дама на бяло поле a4 · черна пешка на черно поле e3 · бял офицер на бяло поле a2 · черна дама на бяло поле e2 · бяла пешка на черно поле f2 · бяла пешка на бяло поле g2 · бяла пешка на черно поле h2 · бял топ на бяло поле d1 · бял топ на бяло поле f1 · бял цар на черно поле g1 | черен топ на бяло поле a8 · черен цар на черно поле f8 · черен топ на черно поле h8 · черна пешка на черно поле a7 · черна пешка на бяло поле b7 · черна пешка на черно поле e7 · черна пешка на бяло поле f7 · черна пешка на бяло поле h7 · бяла пешка на черно поле d6 · бяла пешка на черно поле c5 · черен офицер на черно поле e5 · бяла дама на бяло поле a4 · черна пешка на черно поле e3 · бял офицер на бяло поле a2 · черна дама на бяло поле e2 · бяла пешка на черно поле f2 · бяла пешка на бяло поле g2 · бяла пешка на черно поле h2 · бял топ на бяло поле d1 · бял топ на бяло поле f1 · бял цар на черно поле g1 | черен топ на бяло поле a8 · черен цар на черно поле f8 · черен топ на черно поле h8 · черна пешка на черно поле a7 · черна пешка на бяло поле b7 · черна пешка на черно поле e7 · черна пешка на бяло поле f7 · черна пешка на бяло поле h7 · бяла пешка на черно поле d6 · бяла пешка на черно поле c5 · черен офицер на черно поле e5 · бяла дама на бяло поле a4 · черна пешка на черно поле e3 · бял офицер на бяло поле a2 · черна дама на бяло поле e2 · бяла пешка на черно поле f2 · бяла пешка на бяло поле g2 · бяла пешка на черно поле h2 · бял топ на бяло поле d1 · бял топ на бяло поле f1 · бял цар на черно поле g1 | черен топ на бяло поле a8 · черен цар на черно поле f8 · черен топ на черно поле h8 · черна пешка на черно поле a7 · черна пешка на бяло поле b7 · черна пешка на черно поле e7 · черна пешка на бяло поле f7 · черна пешка на бяло поле h7 · бяла пешка на черно поле d6 · бяла пешка на черно поле c5 · черен офицер на черно поле e5 · бяла дама на бяло поле a4 · черна пешка на черно поле e3 · бял офицер на бяло поле a2 · черна дама на бяло поле e2 · бяла пешка на черно поле f2 · бяла пешка на бяло поле g2 · бяла пешка на черно поле h2 · бял топ на бяло поле d1 · бял топ на бяло поле f1 · бял цар на черно поле g1 | черен топ на бяло поле a8 · черен цар на черно поле f8 · черен топ на черно поле h8 · черна пешка на черно поле a7 · черна пешка на бяло поле b7 · черна пешка на черно поле e7 · черна пешка на бяло поле f7 · черна пешка на бяло поле h7 · бяла пешка на черно поле d6 · бяла пешка на черно поле c5 · черен офицер на черно поле e5 · бяла дама на бяло поле a4 · черна пешка на черно поле e3 · бял офицер на бяло поле a2 · черна дама на бяло поле e2 · бяла пешка на черно поле f2 · бяла пешка на бяло поле g2 · бяла пешка на черно поле h2 · бял топ на бяло поле d1 · бял топ на бяло поле f1 · бял цар на черно поле g1 | черен топ на бяло поле a8 · черен цар на черно поле f8 · черен топ на черно поле h8 · черна пешка на черно поле a7 · черна пешка на бяло поле b7 · черна пешка на черно поле e7 · черна пешка на бяло поле f7 · черна пешка на бяло поле h7 · бяла пешка на черно поле d6 · бяла пешка на черно поле c5 · черен офицер на черно поле e5 · бяла дама на бяло поле a4 · черна пешка на черно поле e3 · бял офицер на бяло поле a2 · черна дама на бяло поле e2 · бяла пешка на черно поле f2 · бяла пешка на бяло поле g2 · бяла пешка на черно поле h2 · бял топ на бяло поле d1 · бял топ на бяло поле f1 · бял цар на черно поле g1 | черен топ на бяло поле a8 · черен цар на черно поле f8 · черен топ на черно поле h8 · черна пешка на черно поле a7 · черна пешка на бяло поле b7 · черна пешка на черно поле e7 · черна пешка на бяло поле f7 · черна пешка на бяло поле h7 · бяла пешка на черно поле d6 · бяла пешка на черно поле c5 · черен офицер на черно поле e5 · бяла дама на бяло поле a4 · черна пешка на черно поле e3 · бял офицер на бяло поле a2 · черна дама на бяло поле e2 · бяла пешка на черно поле f2 · бяла пешка на бяло поле g2 · бяла пешка на черно поле h2 · бял топ на бяло поле d1 · бял топ на бяло поле f1 · бял цар на черно поле g1 | 7 |
| 6 | черен топ на бяло поле a8 · черен цар на черно поле f8 · черен топ на черно поле h8 · черна пешка на черно поле a7 · черна пешка на бяло поле b7 · черна пешка на черно поле e7 · черна пешка на бяло поле f7 · черна пешка на бяло поле h7 · бяла пешка на черно поле d6 · бяла пешка на черно поле c5 · черен офицер на черно поле e5 · бяла дама на бяло поле a4 · черна пешка на черно поле e3 · бял офицер на бяло поле a2 · черна дама на бяло поле e2 · бяла пешка на черно поле f2 · бяла пешка на бяло поле g2 · бяла пешка на черно поле h2 · бял топ на бяло поле d1 · бял топ на бяло поле f1 · бял цар на черно поле g1 | черен топ на бяло поле a8 · черен цар на черно поле f8 · черен топ на черно поле h8 · черна пешка на черно поле a7 · черна пешка на бяло поле b7 · черна пешка на черно поле e7 · черна пешка на бяло поле f7 · черна пешка на бяло поле h7 · бяла пешка на черно поле d6 · бяла пешка на черно поле c5 · черен офицер на черно поле e5 · бяла дама на бяло поле a4 · черна пешка на черно поле e3 · бял офицер на бяло поле a2 · черна дама на бяло поле e2 · бяла пешка на черно поле f2 · бяла пешка на бяло поле g2 · бяла пешка на черно поле h2 · бял топ на бяло поле d1 · бял топ на бяло поле f1 · бял цар на черно поле g1 | черен топ на бяло поле a8 · черен цар на черно поле f8 · черен топ на черно поле h8 · черна пешка на черно поле a7 · черна пешка на бяло поле b7 · черна пешка на черно поле e7 · черна пешка на бяло поле f7 · черна пешка на бяло поле h7 · бяла пешка на черно поле d6 · бяла пешка на черно поле c5 · черен офицер на черно поле e5 · бяла дама на бяло поле a4 · черна пешка на черно поле e3 · бял офицер на бяло поле a2 · черна дама на бяло поле e2 · бяла пешка на черно поле f2 · бяла пешка на бяло поле g2 · бяла пешка на черно поле h2 · бял топ на бяло поле d1 · бял топ на бяло поле f1 · бял цар на черно поле g1 | черен топ на бяло поле a8 · черен цар на черно поле f8 · черен топ на черно поле h8 · черна пешка на черно поле a7 · черна пешка на бяло поле b7 · черна пешка на черно поле e7 · черна пешка на бяло поле f7 · черна пешка на бяло поле h7 · бяла пешка на черно поле d6 · бяла пешка на черно поле c5 · черен офицер на черно поле e5 · бяла дама на бяло поле a4 · черна пешка на черно поле e3 · бял офицер на бяло поле a2 · черна дама на бяло поле e2 · бяла пешка на черно поле f2 · бяла пешка на бяло поле g2 · бяла пешка на черно поле h2 · бял топ на бяло поле d1 · бял топ на бяло поле f1 · бял цар на черно поле g1 | черен топ на бяло поле a8 · черен цар на черно поле f8 · черен топ на черно поле h8 · черна пешка на черно поле a7 · черна пешка на бяло поле b7 · черна пешка на черно поле e7 · черна пешка на бяло поле f7 · черна пешка на бяло поле h7 · бяла пешка на черно поле d6 · бяла пешка на черно поле c5 · черен офицер на черно поле e5 · бяла дама на бяло поле a4 · черна пешка на черно поле e3 · бял офицер на бяло поле a2 · черна дама на бяло поле e2 · бяла пешка на черно поле f2 · бяла пешка на бяло поле g2 · бяла пешка на черно поле h2 · бял топ на бяло поле d1 · бял топ на бяло поле f1 · бял цар на черно поле g1 | черен топ на бяло поле a8 · черен цар на черно поле f8 · черен топ на черно поле h8 · черна пешка на черно поле a7 · черна пешка на бяло поле b7 · черна пешка на черно поле e7 · черна пешка на бяло поле f7 · черна пешка на бяло поле h7 · бяла пешка на черно поле d6 · бяла пешка на черно поле c5 · черен офицер на черно поле e5 · бяла дама на бяло поле a4 · черна пешка на черно поле e3 · бял офицер на бяло поле a2 · черна дама на бяло поле e2 · бяла пешка на черно поле f2 · бяла пешка на бяло поле g2 · бяла пешка на черно поле h2 · бял топ на бяло поле d1 · бял топ на бяло поле f1 · бял цар на черно поле g1 | черен топ на бяло поле a8 · черен цар на черно поле f8 · черен топ на черно поле h8 · черна пешка на черно поле a7 · черна пешка на бяло поле b7 · черна пешка на черно поле e7 · черна пешка на бяло поле f7 · черна пешка на бяло поле h7 · бяла пешка на черно поле d6 · бяла пешка на черно поле c5 · черен офицер на черно поле e5 · бяла дама на бяло поле a4 · черна пешка на черно поле e3 · бял офицер на бяло поле a2 · черна дама на бяло поле e2 · бяла пешка на черно поле f2 · бяла пешка на бяло поле g2 · бяла пешка на черно поле h2 · бял топ на бяло поле d1 · бял топ на бяло поле f1 · бял цар на черно поле g1 | черен топ на бяло поле a8 · черен цар на черно поле f8 · черен топ на черно поле h8 · черна пешка на черно поле a7 · черна пешка на бяло поле b7 · черна пешка на черно поле e7 · черна пешка на бяло поле f7 · черна пешка на бяло поле h7 · бяла пешка на черно поле d6 · бяла пешка на черно поле c5 · черен офицер на черно поле e5 · бяла дама на бяло поле a4 · черна пешка на черно поле e3 · бял офицер на бяло поле a2 · черна дама на бяло поле e2 · бяла пешка на черно поле f2 · бяла пешка на бяло поле g2 · бяла пешка на черно поле h2 · бял топ на бяло поле d1 · бял топ на бяло поле f1 · бял цар на черно поле g1 | 6 |
| 5 | черен топ на бяло поле a8 · черен цар на черно поле f8 · черен топ на черно поле h8 · черна пешка на черно поле a7 · черна пешка на бяло поле b7 · черна пешка на черно поле e7 · черна пешка на бяло поле f7 · черна пешка на бяло поле h7 · бяла пешка на черно поле d6 · бяла пешка на черно поле c5 · черен офицер на черно поле e5 · бяла дама на бяло поле a4 · черна пешка на черно поле e3 · бял офицер на бяло поле a2 · черна дама на бяло поле e2 · бяла пешка на черно поле f2 · бяла пешка на бяло поле g2 · бяла пешка на черно поле h2 · бял топ на бяло поле d1 · бял топ на бяло поле f1 · бял цар на черно поле g1 | черен топ на бяло поле a8 · черен цар на черно поле f8 · черен топ на черно поле h8 · черна пешка на черно поле a7 · черна пешка на бяло поле b7 · черна пешка на черно поле e7 · черна пешка на бяло поле f7 · черна пешка на бяло поле h7 · бяла пешка на черно поле d6 · бяла пешка на черно поле c5 · черен офицер на черно поле e5 · бяла дама на бяло поле a4 · черна пешка на черно поле e3 · бял офицер на бяло поле a2 · черна дама на бяло поле e2 · бяла пешка на черно поле f2 · бяла пешка на бяло поле g2 · бяла пешка на черно поле h2 · бял топ на бяло поле d1 · бял топ на бяло поле f1 · бял цар на черно поле g1 | черен топ на бяло поле a8 · черен цар на черно поле f8 · черен топ на черно поле h8 · черна пешка на черно поле a7 · черна пешка на бяло поле b7 · черна пешка на черно поле e7 · черна пешка на бяло поле f7 · черна пешка на бяло поле h7 · бяла пешка на черно поле d6 · бяла пешка на черно поле c5 · черен офицер на черно поле e5 · бяла дама на бяло поле a4 · черна пешка на черно поле e3 · бял офицер на бяло поле a2 · черна дама на бяло поле e2 · бяла пешка на черно поле f2 · бяла пешка на бяло поле g2 · бяла пешка на черно поле h2 · бял топ на бяло поле d1 · бял топ на бяло поле f1 · бял цар на черно поле g1 | черен топ на бяло поле a8 · черен цар на черно поле f8 · черен топ на черно поле h8 · черна пешка на черно поле a7 · черна пешка на бяло поле b7 · черна пешка на черно поле e7 · черна пешка на бяло поле f7 · черна пешка на бяло поле h7 · бяла пешка на черно поле d6 · бяла пешка на черно поле c5 · черен офицер на черно поле e5 · бяла дама на бяло поле a4 · черна пешка на черно поле e3 · бял офицер на бяло поле a2 · черна дама на бяло поле e2 · бяла пешка на черно поле f2 · бяла пешка на бяло поле g2 · бяла пешка на черно поле h2 · бял топ на бяло поле d1 · бял топ на бяло поле f1 · бял цар на черно поле g1 | черен топ на бяло поле a8 · черен цар на черно поле f8 · черен топ на черно поле h8 · черна пешка на черно поле a7 · черна пешка на бяло поле b7 · черна пешка на черно поле e7 · черна пешка на бяло поле f7 · черна пешка на бяло поле h7 · бяла пешка на черно поле d6 · бяла пешка на черно поле c5 · черен офицер на черно поле e5 · бяла дама на бяло поле a4 · черна пешка на черно поле e3 · бял офицер на бяло поле a2 · черна дама на бяло поле e2 · бяла пешка на черно поле f2 · бяла пешка на бяло поле g2 · бяла пешка на черно поле h2 · бял топ на бяло поле d1 · бял топ на бяло поле f1 · бял цар на черно поле g1 | черен топ на бяло поле a8 · черен цар на черно поле f8 · черен топ на черно поле h8 · черна пешка на черно поле a7 · черна пешка на бяло поле b7 · черна пешка на черно поле e7 · черна пешка на бяло поле f7 · черна пешка на бяло поле h7 · бяла пешка на черно поле d6 · бяла пешка на черно поле c5 · черен офицер на черно поле e5 · бяла дама на бяло поле a4 · черна пешка на черно поле e3 · бял офицер на бяло поле a2 · черна дама на бяло поле e2 · бяла пешка на черно поле f2 · бяла пешка на бяло поле g2 · бяла пешка на черно поле h2 · бял топ на бяло поле d1 · бял топ на бяло поле f1 · бял цар на черно поле g1 | черен топ на бяло поле a8 · черен цар на черно поле f8 · черен топ на черно поле h8 · черна пешка на черно поле a7 · черна пешка на бяло поле b7 · черна пешка на черно поле e7 · черна пешка на бяло поле f7 · черна пешка на бяло поле h7 · бяла пешка на черно поле d6 · бяла пешка на черно поле c5 · черен офицер на черно поле e5 · бяла дама на бяло поле a4 · черна пешка на черно поле e3 · бял офицер на бяло поле a2 · черна дама на бяло поле e2 · бяла пешка на черно поле f2 · бяла пешка на бяло поле g2 · бяла пешка на черно поле h2 · бял топ на бяло поле d1 · бял топ на бяло поле f1 · бял цар на черно поле g1 | черен топ на бяло поле a8 · черен цар на черно поле f8 · черен топ на черно поле h8 · черна пешка на черно поле a7 · черна пешка на бяло поле b7 · черна пешка на черно поле e7 · черна пешка на бяло поле f7 · черна пешка на бяло поле h7 · бяла пешка на черно поле d6 · бяла пешка на черно поле c5 · черен офицер на черно поле e5 · бяла дама на бяло поле a4 · черна пешка на черно поле e3 · бял офицер на бяло поле a2 · черна дама на бяло поле e2 · бяла пешка на черно поле f2 · бяла пешка на бяло поле g2 · бяла пешка на черно поле h2 · бял топ на бяло поле d1 · бял топ на бяло поле f1 · бял цар на черно поле g1 | 5 |
| 4 | черен топ на бяло поле a8 · черен цар на черно поле f8 · черен топ на черно поле h8 · черна пешка на черно поле a7 · черна пешка на бяло поле b7 · черна пешка на черно поле e7 · черна пешка на бяло поле f7 · черна пешка на бяло поле h7 · бяла пешка на черно поле d6 · бяла пешка на черно поле c5 · черен офицер на черно поле e5 · бяла дама на бяло поле a4 · черна пешка на черно поле e3 · бял офицер на бяло поле a2 · черна дама на бяло поле e2 · бяла пешка на черно поле f2 · бяла пешка на бяло поле g2 · бяла пешка на черно поле h2 · бял топ на бяло поле d1 · бял топ на бяло поле f1 · бял цар на черно поле g1 | черен топ на бяло поле a8 · черен цар на черно поле f8 · черен топ на черно поле h8 · черна пешка на черно поле a7 · черна пешка на бяло поле b7 · черна пешка на черно поле e7 · черна пешка на бяло поле f7 · черна пешка на бяло поле h7 · бяла пешка на черно поле d6 · бяла пешка на черно поле c5 · черен офицер на черно поле e5 · бяла дама на бяло поле a4 · черна пешка на черно поле e3 · бял офицер на бяло поле a2 · черна дама на бяло поле e2 · бяла пешка на черно поле f2 · бяла пешка на бяло поле g2 · бяла пешка на черно поле h2 · бял топ на бяло поле d1 · бял топ на бяло поле f1 · бял цар на черно поле g1 | черен топ на бяло поле a8 · черен цар на черно поле f8 · черен топ на черно поле h8 · черна пешка на черно поле a7 · черна пешка на бяло поле b7 · черна пешка на черно поле e7 · черна пешка на бяло поле f7 · черна пешка на бяло поле h7 · бяла пешка на черно поле d6 · бяла пешка на черно поле c5 · черен офицер на черно поле e5 · бяла дама на бяло поле a4 · черна пешка на черно поле e3 · бял офицер на бяло поле a2 · черна дама на бяло поле e2 · бяла пешка на черно поле f2 · бяла пешка на бяло поле g2 · бяла пешка на черно поле h2 · бял топ на бяло поле d1 · бял топ на бяло поле f1 · бял цар на черно поле g1 | черен топ на бяло поле a8 · черен цар на черно поле f8 · черен топ на черно поле h8 · черна пешка на черно поле a7 · черна пешка на бяло поле b7 · черна пешка на черно поле e7 · черна пешка на бяло поле f7 · черна пешка на бяло поле h7 · бяла пешка на черно поле d6 · бяла пешка на черно поле c5 · черен офицер на черно поле e5 · бяла дама на бяло поле a4 · черна пешка на черно поле e3 · бял офицер на бяло поле a2 · черна дама на бяло поле e2 · бяла пешка на черно поле f2 · бяла пешка на бяло поле g2 · бяла пешка на черно поле h2 · бял топ на бяло поле d1 · бял топ на бяло поле f1 · бял цар на черно поле g1 | черен топ на бяло поле a8 · черен цар на черно поле f8 · черен топ на черно поле h8 · черна пешка на черно поле a7 · черна пешка на бяло поле b7 · черна пешка на черно поле e7 · черна пешка на бяло поле f7 · черна пешка на бяло поле h7 · бяла пешка на черно поле d6 · бяла пешка на черно поле c5 · черен офицер на черно поле e5 · бяла дама на бяло поле a4 · черна пешка на черно поле e3 · бял офицер на бяло поле a2 · черна дама на бяло поле e2 · бяла пешка на черно поле f2 · бяла пешка на бяло поле g2 · бяла пешка на черно поле h2 · бял топ на бяло поле d1 · бял топ на бяло поле f1 · бял цар на черно поле g1 | черен топ на бяло поле a8 · черен цар на черно поле f8 · черен топ на черно поле h8 · черна пешка на черно поле a7 · черна пешка на бяло поле b7 · черна пешка на черно поле e7 · черна пешка на бяло поле f7 · черна пешка на бяло поле h7 · бяла пешка на черно поле d6 · бяла пешка на черно поле c5 · черен офицер на черно поле e5 · бяла дама на бяло поле a4 · черна пешка на черно поле e3 · бял офицер на бяло поле a2 · черна дама на бяло поле e2 · бяла пешка на черно поле f2 · бяла пешка на бяло поле g2 · бяла пешка на черно поле h2 · бял топ на бяло поле d1 · бял топ на бяло поле f1 · бял цар на черно поле g1 | черен топ на бяло поле a8 · черен цар на черно поле f8 · черен топ на черно поле h8 · черна пешка на черно поле a7 · черна пешка на бяло поле b7 · черна пешка на черно поле e7 · черна пешка на бяло поле f7 · черна пешка на бяло поле h7 · бяла пешка на черно поле d6 · бяла пешка на черно поле c5 · черен офицер на черно поле e5 · бяла дама на бяло поле a4 · черна пешка на черно поле e3 · бял офицер на бяло поле a2 · черна дама на бяло поле e2 · бяла пешка на черно поле f2 · бяла пешка на бяло поле g2 · бяла пешка на черно поле h2 · бял топ на бяло поле d1 · бял топ на бяло поле f1 · бял цар на черно поле g1 | черен топ на бяло поле a8 · черен цар на черно поле f8 · черен топ на черно поле h8 · черна пешка на черно поле a7 · черна пешка на бяло поле b7 · черна пешка на черно поле e7 · черна пешка на бяло поле f7 · черна пешка на бяло поле h7 · бяла пешка на черно поле d6 · бяла пешка на черно поле c5 · черен офицер на черно поле e5 · бяла дама на бяло поле a4 · черна пешка на черно поле e3 · бял офицер на бяло поле a2 · черна дама на бяло поле e2 · бяла пешка на черно поле f2 · бяла пешка на бяло поле g2 · бяла пешка на черно поле h2 · бял топ на бяло поле d1 · бял топ на бяло поле f1 · бял цар на черно поле g1 | 4 |
| 3 | черен топ на бяло поле a8 · черен цар на черно поле f8 · черен топ на черно поле h8 · черна пешка на черно поле a7 · черна пешка на бяло поле b7 · черна пешка на черно поле e7 · черна пешка на бяло поле f7 · черна пешка на бяло поле h7 · бяла пешка на черно поле d6 · бяла пешка на черно поле c5 · черен офицер на черно поле e5 · бяла дама на бяло поле a4 · черна пешка на черно поле e3 · бял офицер на бяло поле a2 · черна дама на бяло поле e2 · бяла пешка на черно поле f2 · бяла пешка на бяло поле g2 · бяла пешка на черно поле h2 · бял топ на бяло поле d1 · бял топ на бяло поле f1 · бял цар на черно поле g1 | черен топ на бяло поле a8 · черен цар на черно поле f8 · черен топ на черно поле h8 · черна пешка на черно поле a7 · черна пешка на бяло поле b7 · черна пешка на черно поле e7 · черна пешка на бяло поле f7 · черна пешка на бяло поле h7 · бяла пешка на черно поле d6 · бяла пешка на черно поле c5 · черен офицер на черно поле e5 · бяла дама на бяло поле a4 · черна пешка на черно поле e3 · бял офицер на бяло поле a2 · черна дама на бяло поле e2 · бяла пешка на черно поле f2 · бяла пешка на бяло поле g2 · бяла пешка на черно поле h2 · бял топ на бяло поле d1 · бял топ на бяло поле f1 · бял цар на черно поле g1 | черен топ на бяло поле a8 · черен цар на черно поле f8 · черен топ на черно поле h8 · черна пешка на черно поле a7 · черна пешка на бяло поле b7 · черна пешка на черно поле e7 · черна пешка на бяло поле f7 · черна пешка на бяло поле h7 · бяла пешка на черно поле d6 · бяла пешка на черно поле c5 · черен офицер на черно поле e5 · бяла дама на бяло поле a4 · черна пешка на черно поле e3 · бял офицер на бяло поле a2 · черна дама на бяло поле e2 · бяла пешка на черно поле f2 · бяла пешка на бяло поле g2 · бяла пешка на черно поле h2 · бял топ на бяло поле d1 · бял топ на бяло поле f1 · бял цар на черно поле g1 | черен топ на бяло поле a8 · черен цар на черно поле f8 · черен топ на черно поле h8 · черна пешка на черно поле a7 · черна пешка на бяло поле b7 · черна пешка на черно поле e7 · черна пешка на бяло поле f7 · черна пешка на бяло поле h7 · бяла пешка на черно поле d6 · бяла пешка на черно поле c5 · черен офицер на черно поле e5 · бяла дама на бяло поле a4 · черна пешка на черно поле e3 · бял офицер на бяло поле a2 · черна дама на бяло поле e2 · бяла пешка на черно поле f2 · бяла пешка на бяло поле g2 · бяла пешка на черно поле h2 · бял топ на бяло поле d1 · бял топ на бяло поле f1 · бял цар на черно поле g1 | черен топ на бяло поле a8 · черен цар на черно поле f8 · черен топ на черно поле h8 · черна пешка на черно поле a7 · черна пешка на бяло поле b7 · черна пешка на черно поле e7 · черна пешка на бяло поле f7 · черна пешка на бяло поле h7 · бяла пешка на черно поле d6 · бяла пешка на черно поле c5 · черен офицер на черно поле e5 · бяла дама на бяло поле a4 · черна пешка на черно поле e3 · бял офицер на бяло поле a2 · черна дама на бяло поле e2 · бяла пешка на черно поле f2 · бяла пешка на бяло поле g2 · бяла пешка на черно поле h2 · бял топ на бяло поле d1 · бял топ на бяло поле f1 · бял цар на черно поле g1 | черен топ на бяло поле a8 · черен цар на черно поле f8 · черен топ на черно поле h8 · черна пешка на черно поле a7 · черна пешка на бяло поле b7 · черна пешка на черно поле e7 · черна пешка на бяло поле f7 · черна пешка на бяло поле h7 · бяла пешка на черно поле d6 · бяла пешка на черно поле c5 · черен офицер на черно поле e5 · бяла дама на бяло поле a4 · черна пешка на черно поле e3 · бял офицер на бяло поле a2 · черна дама на бяло поле e2 · бяла пешка на черно поле f2 · бяла пешка на бяло поле g2 · бяла пешка на черно поле h2 · бял топ на бяло поле d1 · бял топ на бяло поле f1 · бял цар на черно поле g1 | черен топ на бяло поле a8 · черен цар на черно поле f8 · черен топ на черно поле h8 · черна пешка на черно поле a7 · черна пешка на бяло поле b7 · черна пешка на черно поле e7 · черна пешка на бяло поле f7 · черна пешка на бяло поле h7 · бяла пешка на черно поле d6 · бяла пешка на черно поле c5 · черен офицер на черно поле e5 · бяла дама на бяло поле a4 · черна пешка на черно поле e3 · бял офицер на бяло поле a2 · черна дама на бяло поле e2 · бяла пешка на черно поле f2 · бяла пешка на бяло поле g2 · бяла пешка на черно поле h2 · бял топ на бяло поле d1 · бял топ на бяло поле f1 · бял цар на черно поле g1 | черен топ на бяло поле a8 · черен цар на черно поле f8 · черен топ на черно поле h8 · черна пешка на черно поле a7 · черна пешка на бяло поле b7 · черна пешка на черно поле e7 · черна пешка на бяло поле f7 · черна пешка на бяло поле h7 · бяла пешка на черно поле d6 · бяла пешка на черно поле c5 · черен офицер на черно поле e5 · бяла дама на бяло поле a4 · черна пешка на черно поле e3 · бял офицер на бяло поле a2 · черна дама на бяло поле e2 · бяла пешка на черно поле f2 · бяла пешка на бяло поле g2 · бяла пешка на черно поле h2 · бял топ на бяло поле d1 · бял топ на бяло поле f1 · бял цар на черно поле g1 | 3 |
| 2 | черен топ на бяло поле a8 · черен цар на черно поле f8 · черен топ на черно поле h8 · черна пешка на черно поле a7 · черна пешка на бяло поле b7 · черна пешка на черно поле e7 · черна пешка на бяло поле f7 · черна пешка на бяло поле h7 · бяла пешка на черно поле d6 · бяла пешка на черно поле c5 · черен офицер на черно поле e5 · бяла дама на бяло поле a4 · черна пешка на черно поле e3 · бял офицер на бяло поле a2 · черна дама на бяло поле e2 · бяла пешка на черно поле f2 · бяла пешка на бяло поле g2 · бяла пешка на черно поле h2 · бял топ на бяло поле d1 · бял топ на бяло поле f1 · бял цар на черно поле g1 | черен топ на бяло поле a8 · черен цар на черно поле f8 · черен топ на черно поле h8 · черна пешка на черно поле a7 · черна пешка на бяло поле b7 · черна пешка на черно поле e7 · черна пешка на бяло поле f7 · черна пешка на бяло поле h7 · бяла пешка на черно поле d6 · бяла пешка на черно поле c5 · черен офицер на черно поле e5 · бяла дама на бяло поле a4 · черна пешка на черно поле e3 · бял офицер на бяло поле a2 · черна дама на бяло поле e2 · бяла пешка на черно поле f2 · бяла пешка на бяло поле g2 · бяла пешка на черно поле h2 · бял топ на бяло поле d1 · бял топ на бяло поле f1 · бял цар на черно поле g1 | черен топ на бяло поле a8 · черен цар на черно поле f8 · черен топ на черно поле h8 · черна пешка на черно поле a7 · черна пешка на бяло поле b7 · черна пешка на черно поле e7 · черна пешка на бяло поле f7 · черна пешка на бяло поле h7 · бяла пешка на черно поле d6 · бяла пешка на черно поле c5 · черен офицер на черно поле e5 · бяла дама на бяло поле a4 · черна пешка на черно поле e3 · бял офицер на бяло поле a2 · черна дама на бяло поле e2 · бяла пешка на черно поле f2 · бяла пешка на бяло поле g2 · бяла пешка на черно поле h2 · бял топ на бяло поле d1 · бял топ на бяло поле f1 · бял цар на черно поле g1 | черен топ на бяло поле a8 · черен цар на черно поле f8 · черен топ на черно поле h8 · черна пешка на черно поле a7 · черна пешка на бяло поле b7 · черна пешка на черно поле e7 · черна пешка на бяло поле f7 · черна пешка на бяло поле h7 · бяла пешка на черно поле d6 · бяла пешка на черно поле c5 · черен офицер на черно поле e5 · бяла дама на бяло поле a4 · черна пешка на черно поле e3 · бял офицер на бяло поле a2 · черна дама на бяло поле e2 · бяла пешка на черно поле f2 · бяла пешка на бяло поле g2 · бяла пешка на черно поле h2 · бял топ на бяло поле d1 · бял топ на бяло поле f1 · бял цар на черно поле g1 | черен топ на бяло поле a8 · черен цар на черно поле f8 · черен топ на черно поле h8 · черна пешка на черно поле a7 · черна пешка на бяло поле b7 · черна пешка на черно поле e7 · черна пешка на бяло поле f7 · черна пешка на бяло поле h7 · бяла пешка на черно поле d6 · бяла пешка на черно поле c5 · черен офицер на черно поле e5 · бяла дама на бяло поле a4 · черна пешка на черно поле e3 · бял офицер на бяло поле a2 · черна дама на бяло поле e2 · бяла пешка на черно поле f2 · бяла пешка на бяло поле g2 · бяла пешка на черно поле h2 · бял топ на бяло поле d1 · бял топ на бяло поле f1 · бял цар на черно поле g1 | черен топ на бяло поле a8 · черен цар на черно поле f8 · черен топ на черно поле h8 · черна пешка на черно поле a7 · черна пешка на бяло поле b7 · черна пешка на черно поле e7 · черна пешка на бяло поле f7 · черна пешка на бяло поле h7 · бяла пешка на черно поле d6 · бяла пешка на черно поле c5 · черен офицер на черно поле e5 · бяла дама на бяло поле a4 · черна пешка на черно поле e3 · бял офицер на бяло поле a2 · черна дама на бяло поле e2 · бяла пешка на черно поле f2 · бяла пешка на бяло поле g2 · бяла пешка на черно поле h2 · бял топ на бяло поле d1 · бял топ на бяло поле f1 · бял цар на черно поле g1 | черен топ на бяло поле a8 · черен цар на черно поле f8 · черен топ на черно поле h8 · черна пешка на черно поле a7 · черна пешка на бяло поле b7 · черна пешка на черно поле e7 · черна пешка на бяло поле f7 · черна пешка на бяло поле h7 · бяла пешка на черно поле d6 · бяла пешка на черно поле c5 · черен офицер на черно поле e5 · бяла дама на бяло поле a4 · черна пешка на черно поле e3 · бял офицер на бяло поле a2 · черна дама на бяло поле e2 · бяла пешка на черно поле f2 · бяла пешка на бяло поле g2 · бяла пешка на черно поле h2 · бял топ на бяло поле d1 · бял топ на бяло поле f1 · бял цар на черно поле g1 | черен топ на бяло поле a8 · черен цар на черно поле f8 · черен топ на черно поле h8 · черна пешка на черно поле a7 · черна пешка на бяло поле b7 · черна пешка на черно поле e7 · черна пешка на бяло поле f7 · черна пешка на бяло поле h7 · бяла пешка на черно поле d6 · бяла пешка на черно поле c5 · черен офицер на черно поле e5 · бяла дама на бяло поле a4 · черна пешка на черно поле e3 · бял офицер на бяло поле a2 · черна дама на бяло поле e2 · бяла пешка на черно поле f2 · бяла пешка на бяло поле g2 · бяла пешка на черно поле h2 · бял топ на бяло поле d1 · бял топ на бяло поле f1 · бял цар на черно поле g1 | 2 |
| 1 | черен топ на бяло поле a8 · черен цар на черно поле f8 · черен топ на черно поле h8 · черна пешка на черно поле a7 · черна пешка на бяло поле b7 · черна пешка на черно поле e7 · черна пешка на бяло поле f7 · черна пешка на бяло поле h7 · бяла пешка на черно поле d6 · бяла пешка на черно поле c5 · черен офицер на черно поле e5 · бяла дама на бяло поле a4 · черна пешка на черно поле e3 · бял офицер на бяло поле a2 · черна дама на бяло поле e2 · бяла пешка на черно поле f2 · бяла пешка на бяло поле g2 · бяла пешка на черно поле h2 · бял топ на бяло поле d1 · бял топ на бяло поле f1 · бял цар на черно поле g1 | черен топ на бяло поле a8 · черен цар на черно поле f8 · черен топ на черно поле h8 · черна пешка на черно поле a7 · черна пешка на бяло поле b7 · черна пешка на черно поле e7 · черна пешка на бяло поле f7 · черна пешка на бяло поле h7 · бяла пешка на черно поле d6 · бяла пешка на черно поле c5 · черен офицер на черно поле e5 · бяла дама на бяло поле a4 · черна пешка на черно поле e3 · бял офицер на бяло поле a2 · черна дама на бяло поле e2 · бяла пешка на черно поле f2 · бяла пешка на бяло поле g2 · бяла пешка на черно поле h2 · бял топ на бяло поле d1 · бял топ на бяло поле f1 · бял цар на черно поле g1 | черен топ на бяло поле a8 · черен цар на черно поле f8 · черен топ на черно поле h8 · черна пешка на черно поле a7 · черна пешка на бяло поле b7 · черна пешка на черно поле e7 · черна пешка на бяло поле f7 · черна пешка на бяло поле h7 · бяла пешка на черно поле d6 · бяла пешка на черно поле c5 · черен офицер на черно поле e5 · бяла дама на бяло поле a4 · черна пешка на черно поле e3 · бял офицер на бяло поле a2 · черна дама на бяло поле e2 · бяла пешка на черно поле f2 · бяла пешка на бяло поле g2 · бяла пешка на черно поле h2 · бял топ на бяло поле d1 · бял топ на бяло поле f1 · бял цар на черно поле g1 | черен топ на бяло поле a8 · черен цар на черно поле f8 · черен топ на черно поле h8 · черна пешка на черно поле a7 · черна пешка на бяло поле b7 · черна пешка на черно поле e7 · черна пешка на бяло поле f7 · черна пешка на бяло поле h7 · бяла пешка на черно поле d6 · бяла пешка на черно поле c5 · черен офицер на черно поле e5 · бяла дама на бяло поле a4 · черна пешка на черно поле e3 · бял офицер на бяло поле a2 · черна дама на бяло поле e2 · бяла пешка на черно поле f2 · бяла пешка на бяло поле g2 · бяла пешка на черно поле h2 · бял топ на бяло поле d1 · бял топ на бяло поле f1 · бял цар на черно поле g1 | черен топ на бяло поле a8 · черен цар на черно поле f8 · черен топ на черно поле h8 · черна пешка на черно поле a7 · черна пешка на бяло поле b7 · черна пешка на черно поле e7 · черна пешка на бяло поле f7 · черна пешка на бяло поле h7 · бяла пешка на черно поле d6 · бяла пешка на черно поле c5 · черен офицер на черно поле e5 · бяла дама на бяло поле a4 · черна пешка на черно поле e3 · бял офицер на бяло поле a2 · черна дама на бяло поле e2 · бяла пешка на черно поле f2 · бяла пешка на бяло поле g2 · бяла пешка на черно поле h2 · бял топ на бяло поле d1 · бял топ на бяло поле f1 · бял цар на черно поле g1 | черен топ на бяло поле a8 · черен цар на черно поле f8 · черен топ на черно поле h8 · черна пешка на черно поле a7 · черна пешка на бяло поле b7 · черна пешка на черно поле e7 · черна пешка на бяло поле f7 · черна пешка на бяло поле h7 · бяла пешка на черно поле d6 · бяла пешка на черно поле c5 · черен офицер на черно поле e5 · бяла дама на бяло поле a4 · черна пешка на черно поле e3 · бял офицер на бяло поле a2 · черна дама на бяло поле e2 · бяла пешка на черно поле f2 · бяла пешка на бяло поле g2 · бяла пешка на черно поле h2 · бял топ на бяло поле d1 · бял топ на бяло поле f1 · бял цар на черно поле g1 | черен топ на бяло поле a8 · черен цар на черно поле f8 · черен топ на черно поле h8 · черна пешка на черно поле a7 · черна пешка на бяло поле b7 · черна пешка на черно поле e7 · черна пешка на бяло поле f7 · черна пешка на бяло поле h7 · бяла пешка на черно поле d6 · бяла пешка на черно поле c5 · черен офицер на черно поле e5 · бяла дама на бяло поле a4 · черна пешка на черно поле e3 · бял офицер на бяло поле a2 · черна дама на бяло поле e2 · бяла пешка на черно поле f2 · бяла пешка на бяло поле g2 · бяла пешка на черно поле h2 · бял топ на бяло поле d1 · бял топ на бяло поле f1 · бял цар на черно поле g1 | черен топ на бяло поле a8 · черен цар на черно поле f8 · черен топ на черно поле h8 · черна пешка на черно поле a7 · черна пешка на бяло поле b7 · черна пешка на черно поле e7 · черна пешка на бяло поле f7 · черна пешка на бяло поле h7 · бяла пешка на черно поле d6 · бяла пешка на черно поле c5 · черен офицер на черно поле e5 · бяла дама на бяло поле a4 · черна пешка на черно поле e3 · бял офицер на бяло поле a2 · черна дама на бяло поле e2 · бяла пешка на черно поле f2 · бяла пешка на бяло поле g2 · бяла пешка на черно поле h2 · бял топ на бяло поле d1 · бял топ на бяло поле f1 · бял цар на черно поле g1 | 1 |
|   | a | b | c | d | e | f | g | h |   |

|   | a | b | c | d | e | f | g | h |   |
| 8 | черен топ на бяло поле a8 · черен топ на черно поле h8 · черна пешка на черно поле a7 · черна пешка на бяло поле b7 · бяла пешка на черно поле e7 · бяла дама на бяло поле f7 · черна пешка на бяло поле h7 · черен цар на черно поле h6 · бяла пешка на черно поле c5 · бял топ на бяло поле f5 · черна дама на черно поле d4 · бял офицер на бяло поле a2 · бяла пешка на бяло поле g2 · бяла пешка на черно поле h2 · бял цар на бяло поле h1 | черен топ на бяло поле a8 · черен топ на черно поле h8 · черна пешка на черно поле a7 · черна пешка на бяло поле b7 · бяла пешка на черно поле e7 · бяла дама на бяло поле f7 · черна пешка на бяло поле h7 · черен цар на черно поле h6 · бяла пешка на черно поле c5 · бял топ на бяло поле f5 · черна дама на черно поле d4 · бял офицер на бяло поле a2 · бяла пешка на бяло поле g2 · бяла пешка на черно поле h2 · бял цар на бяло поле h1 | черен топ на бяло поле a8 · черен топ на черно поле h8 · черна пешка на черно поле a7 · черна пешка на бяло поле b7 · бяла пешка на черно поле e7 · бяла дама на бяло поле f7 · черна пешка на бяло поле h7 · черен цар на черно поле h6 · бяла пешка на черно поле c5 · бял топ на бяло поле f5 · черна дама на черно поле d4 · бял офицер на бяло поле a2 · бяла пешка на бяло поле g2 · бяла пешка на черно поле h2 · бял цар на бяло поле h1 | черен топ на бяло поле a8 · черен топ на черно поле h8 · черна пешка на черно поле a7 · черна пешка на бяло поле b7 · бяла пешка на черно поле e7 · бяла дама на бяло поле f7 · черна пешка на бяло поле h7 · черен цар на черно поле h6 · бяла пешка на черно поле c5 · бял топ на бяло поле f5 · черна дама на черно поле d4 · бял офицер на бяло поле a2 · бяла пешка на бяло поле g2 · бяла пешка на черно поле h2 · бял цар на бяло поле h1 | черен топ на бяло поле a8 · черен топ на черно поле h8 · черна пешка на черно поле a7 · черна пешка на бяло поле b7 · бяла пешка на черно поле e7 · бяла дама на бяло поле f7 · черна пешка на бяло поле h7 · черен цар на черно поле h6 · бяла пешка на черно поле c5 · бял топ на бяло поле f5 · черна дама на черно поле d4 · бял офицер на бяло поле a2 · бяла пешка на бяло поле g2 · бяла пешка на черно поле h2 · бял цар на бяло поле h1 | черен топ на бяло поле a8 · черен топ на черно поле h8 · черна пешка на черно поле a7 · черна пешка на бяло поле b7 · бяла пешка на черно поле e7 · бяла дама на бяло поле f7 · черна пешка на бяло поле h7 · черен цар на черно поле h6 · бяла пешка на черно поле c5 · бял топ на бяло поле f5 · черна дама на черно поле d4 · бял офицер на бяло поле a2 · бяла пешка на бяло поле g2 · бяла пешка на черно поле h2 · бял цар на бяло поле h1 | черен топ на бяло поле a8 · черен топ на черно поле h8 · черна пешка на черно поле a7 · черна пешка на бяло поле b7 · бяла пешка на черно поле e7 · бяла дама на бяло поле f7 · черна пешка на бяло поле h7 · черен цар на черно поле h6 · бяла пешка на черно поле c5 · бял топ на бяло поле f5 · черна дама на черно поле d4 · бял офицер на бяло поле a2 · бяла пешка на бяло поле g2 · бяла пешка на черно поле h2 · бял цар на бяло поле h1 | черен топ на бяло поле a8 · черен топ на черно поле h8 · черна пешка на черно поле a7 · черна пешка на бяло поле b7 · бяла пешка на черно поле e7 · бяла дама на бяло поле f7 · черна пешка на бяло поле h7 · черен цар на черно поле h6 · бяла пешка на черно поле c5 · бял топ на бяло поле f5 · черна дама на черно поле d4 · бял офицер на бяло поле a2 · бяла пешка на бяло поле g2 · бяла пешка на черно поле h2 · бял цар на бяло поле h1 | 8 |
| 7 | черен топ на бяло поле a8 · черен топ на черно поле h8 · черна пешка на черно поле a7 · черна пешка на бяло поле b7 · бяла пешка на черно поле e7 · бяла дама на бяло поле f7 · черна пешка на бяло поле h7 · черен цар на черно поле h6 · бяла пешка на черно поле c5 · бял топ на бяло поле f5 · черна дама на черно поле d4 · бял офицер на бяло поле a2 · бяла пешка на бяло поле g2 · бяла пешка на черно поле h2 · бял цар на бяло поле h1 | черен топ на бяло поле a8 · черен топ на черно поле h8 · черна пешка на черно поле a7 · черна пешка на бяло поле b7 · бяла пешка на черно поле e7 · бяла дама на бяло поле f7 · черна пешка на бяло поле h7 · черен цар на черно поле h6 · бяла пешка на черно поле c5 · бял топ на бяло поле f5 · черна дама на черно поле d4 · бял офицер на бяло поле a2 · бяла пешка на бяло поле g2 · бяла пешка на черно поле h2 · бял цар на бяло поле h1 | черен топ на бяло поле a8 · черен топ на черно поле h8 · черна пешка на черно поле a7 · черна пешка на бяло поле b7 · бяла пешка на черно поле e7 · бяла дама на бяло поле f7 · черна пешка на бяло поле h7 · черен цар на черно поле h6 · бяла пешка на черно поле c5 · бял топ на бяло поле f5 · черна дама на черно поле d4 · бял офицер на бяло поле a2 · бяла пешка на бяло поле g2 · бяла пешка на черно поле h2 · бял цар на бяло поле h1 | черен топ на бяло поле a8 · черен топ на черно поле h8 · черна пешка на черно поле a7 · черна пешка на бяло поле b7 · бяла пешка на черно поле e7 · бяла дама на бяло поле f7 · черна пешка на бяло поле h7 · черен цар на черно поле h6 · бяла пешка на черно поле c5 · бял топ на бяло поле f5 · черна дама на черно поле d4 · бял офицер на бяло поле a2 · бяла пешка на бяло поле g2 · бяла пешка на черно поле h2 · бял цар на бяло поле h1 | черен топ на бяло поле a8 · черен топ на черно поле h8 · черна пешка на черно поле a7 · черна пешка на бяло поле b7 · бяла пешка на черно поле e7 · бяла дама на бяло поле f7 · черна пешка на бяло поле h7 · черен цар на черно поле h6 · бяла пешка на черно поле c5 · бял топ на бяло поле f5 · черна дама на черно поле d4 · бял офицер на бяло поле a2 · бяла пешка на бяло поле g2 · бяла пешка на черно поле h2 · бял цар на бяло поле h1 | черен топ на бяло поле a8 · черен топ на черно поле h8 · черна пешка на черно поле a7 · черна пешка на бяло поле b7 · бяла пешка на черно поле e7 · бяла дама на бяло поле f7 · черна пешка на бяло поле h7 · черен цар на черно поле h6 · бяла пешка на черно поле c5 · бял топ на бяло поле f5 · черна дама на черно поле d4 · бял офицер на бяло поле a2 · бяла пешка на бяло поле g2 · бяла пешка на черно поле h2 · бял цар на бяло поле h1 | черен топ на бяло поле a8 · черен топ на черно поле h8 · черна пешка на черно поле a7 · черна пешка на бяло поле b7 · бяла пешка на черно поле e7 · бяла дама на бяло поле f7 · черна пешка на бяло поле h7 · черен цар на черно поле h6 · бяла пешка на черно поле c5 · бял топ на бяло поле f5 · черна дама на черно поле d4 · бял офицер на бяло поле a2 · бяла пешка на бяло поле g2 · бяла пешка на черно поле h2 · бял цар на бяло поле h1 | черен топ на бяло поле a8 · черен топ на черно поле h8 · черна пешка на черно поле a7 · черна пешка на бяло поле b7 · бяла пешка на черно поле e7 · бяла дама на бяло поле f7 · черна пешка на бяло поле h7 · черен цар на черно поле h6 · бяла пешка на черно поле c5 · бял топ на бяло поле f5 · черна дама на черно поле d4 · бял офицер на бяло поле a2 · бяла пешка на бяло поле g2 · бяла пешка на черно поле h2 · бял цар на бяло поле h1 | 7 |
| 6 | черен топ на бяло поле a8 · черен топ на черно поле h8 · черна пешка на черно поле a7 · черна пешка на бяло поле b7 · бяла пешка на черно поле e7 · бяла дама на бяло поле f7 · черна пешка на бяло поле h7 · черен цар на черно поле h6 · бяла пешка на черно поле c5 · бял топ на бяло поле f5 · черна дама на черно поле d4 · бял офицер на бяло поле a2 · бяла пешка на бяло поле g2 · бяла пешка на черно поле h2 · бял цар на бяло поле h1 | черен топ на бяло поле a8 · черен топ на черно поле h8 · черна пешка на черно поле a7 · черна пешка на бяло поле b7 · бяла пешка на черно поле e7 · бяла дама на бяло поле f7 · черна пешка на бяло поле h7 · черен цар на черно поле h6 · бяла пешка на черно поле c5 · бял топ на бяло поле f5 · черна дама на черно поле d4 · бял офицер на бяло поле a2 · бяла пешка на бяло поле g2 · бяла пешка на черно поле h2 · бял цар на бяло поле h1 | черен топ на бяло поле a8 · черен топ на черно поле h8 · черна пешка на черно поле a7 · черна пешка на бяло поле b7 · бяла пешка на черно поле e7 · бяла дама на бяло поле f7 · черна пешка на бяло поле h7 · черен цар на черно поле h6 · бяла пешка на черно поле c5 · бял топ на бяло поле f5 · черна дама на черно поле d4 · бял офицер на бяло поле a2 · бяла пешка на бяло поле g2 · бяла пешка на черно поле h2 · бял цар на бяло поле h1 | черен топ на бяло поле a8 · черен топ на черно поле h8 · черна пешка на черно поле a7 · черна пешка на бяло поле b7 · бяла пешка на черно поле e7 · бяла дама на бяло поле f7 · черна пешка на бяло поле h7 · черен цар на черно поле h6 · бяла пешка на черно поле c5 · бял топ на бяло поле f5 · черна дама на черно поле d4 · бял офицер на бяло поле a2 · бяла пешка на бяло поле g2 · бяла пешка на черно поле h2 · бял цар на бяло поле h1 | черен топ на бяло поле a8 · черен топ на черно поле h8 · черна пешка на черно поле a7 · черна пешка на бяло поле b7 · бяла пешка на черно поле e7 · бяла дама на бяло поле f7 · черна пешка на бяло поле h7 · черен цар на черно поле h6 · бяла пешка на черно поле c5 · бял топ на бяло поле f5 · черна дама на черно поле d4 · бял офицер на бяло поле a2 · бяла пешка на бяло поле g2 · бяла пешка на черно поле h2 · бял цар на бяло поле h1 | черен топ на бяло поле a8 · черен топ на черно поле h8 · черна пешка на черно поле a7 · черна пешка на бяло поле b7 · бяла пешка на черно поле e7 · бяла дама на бяло поле f7 · черна пешка на бяло поле h7 · черен цар на черно поле h6 · бяла пешка на черно поле c5 · бял топ на бяло поле f5 · черна дама на черно поле d4 · бял офицер на бяло поле a2 · бяла пешка на бяло поле g2 · бяла пешка на черно поле h2 · бял цар на бяло поле h1 | черен топ на бяло поле a8 · черен топ на черно поле h8 · черна пешка на черно поле a7 · черна пешка на бяло поле b7 · бяла пешка на черно поле e7 · бяла дама на бяло поле f7 · черна пешка на бяло поле h7 · черен цар на черно поле h6 · бяла пешка на черно поле c5 · бял топ на бяло поле f5 · черна дама на черно поле d4 · бял офицер на бяло поле a2 · бяла пешка на бяло поле g2 · бяла пешка на черно поле h2 · бял цар на бяло поле h1 | черен топ на бяло поле a8 · черен топ на черно поле h8 · черна пешка на черно поле a7 · черна пешка на бяло поле b7 · бяла пешка на черно поле e7 · бяла дама на бяло поле f7 · черна пешка на бяло поле h7 · черен цар на черно поле h6 · бяла пешка на черно поле c5 · бял топ на бяло поле f5 · черна дама на черно поле d4 · бял офицер на бяло поле a2 · бяла пешка на бяло поле g2 · бяла пешка на черно поле h2 · бял цар на бяло поле h1 | 6 |
| 5 | черен топ на бяло поле a8 · черен топ на черно поле h8 · черна пешка на черно поле a7 · черна пешка на бяло поле b7 · бяла пешка на черно поле e7 · бяла дама на бяло поле f7 · черна пешка на бяло поле h7 · черен цар на черно поле h6 · бяла пешка на черно поле c5 · бял топ на бяло поле f5 · черна дама на черно поле d4 · бял офицер на бяло поле a2 · бяла пешка на бяло поле g2 · бяла пешка на черно поле h2 · бял цар на бяло поле h1 | черен топ на бяло поле a8 · черен топ на черно поле h8 · черна пешка на черно поле a7 · черна пешка на бяло поле b7 · бяла пешка на черно поле e7 · бяла дама на бяло поле f7 · черна пешка на бяло поле h7 · черен цар на черно поле h6 · бяла пешка на черно поле c5 · бял топ на бяло поле f5 · черна дама на черно поле d4 · бял офицер на бяло поле a2 · бяла пешка на бяло поле g2 · бяла пешка на черно поле h2 · бял цар на бяло поле h1 | черен топ на бяло поле a8 · черен топ на черно поле h8 · черна пешка на черно поле a7 · черна пешка на бяло поле b7 · бяла пешка на черно поле e7 · бяла дама на бяло поле f7 · черна пешка на бяло поле h7 · черен цар на черно поле h6 · бяла пешка на черно поле c5 · бял топ на бяло поле f5 · черна дама на черно поле d4 · бял офицер на бяло поле a2 · бяла пешка на бяло поле g2 · бяла пешка на черно поле h2 · бял цар на бяло поле h1 | черен топ на бяло поле a8 · черен топ на черно поле h8 · черна пешка на черно поле a7 · черна пешка на бяло поле b7 · бяла пешка на черно поле e7 · бяла дама на бяло поле f7 · черна пешка на бяло поле h7 · черен цар на черно поле h6 · бяла пешка на черно поле c5 · бял топ на бяло поле f5 · черна дама на черно поле d4 · бял офицер на бяло поле a2 · бяла пешка на бяло поле g2 · бяла пешка на черно поле h2 · бял цар на бяло поле h1 | черен топ на бяло поле a8 · черен топ на черно поле h8 · черна пешка на черно поле a7 · черна пешка на бяло поле b7 · бяла пешка на черно поле e7 · бяла дама на бяло поле f7 · черна пешка на бяло поле h7 · черен цар на черно поле h6 · бяла пешка на черно поле c5 · бял топ на бяло поле f5 · черна дама на черно поле d4 · бял офицер на бяло поле a2 · бяла пешка на бяло поле g2 · бяла пешка на черно поле h2 · бял цар на бяло поле h1 | черен топ на бяло поле a8 · черен топ на черно поле h8 · черна пешка на черно поле a7 · черна пешка на бяло поле b7 · бяла пешка на черно поле e7 · бяла дама на бяло поле f7 · черна пешка на бяло поле h7 · черен цар на черно поле h6 · бяла пешка на черно поле c5 · бял топ на бяло поле f5 · черна дама на черно поле d4 · бял офицер на бяло поле a2 · бяла пешка на бяло поле g2 · бяла пешка на черно поле h2 · бял цар на бяло поле h1 | черен топ на бяло поле a8 · черен топ на черно поле h8 · черна пешка на черно поле a7 · черна пешка на бяло поле b7 · бяла пешка на черно поле e7 · бяла дама на бяло поле f7 · черна пешка на бяло поле h7 · черен цар на черно поле h6 · бяла пешка на черно поле c5 · бял топ на бяло поле f5 · черна дама на черно поле d4 · бял офицер на бяло поле a2 · бяла пешка на бяло поле g2 · бяла пешка на черно поле h2 · бял цар на бяло поле h1 | черен топ на бяло поле a8 · черен топ на черно поле h8 · черна пешка на черно поле a7 · черна пешка на бяло поле b7 · бяла пешка на черно поле e7 · бяла дама на бяло поле f7 · черна пешка на бяло поле h7 · черен цар на черно поле h6 · бяла пешка на черно поле c5 · бял топ на бяло поле f5 · черна дама на черно поле d4 · бял офицер на бяло поле a2 · бяла пешка на бяло поле g2 · бяла пешка на черно поле h2 · бял цар на бяло поле h1 | 5 |
| 4 | черен топ на бяло поле a8 · черен топ на черно поле h8 · черна пешка на черно поле a7 · черна пешка на бяло поле b7 · бяла пешка на черно поле e7 · бяла дама на бяло поле f7 · черна пешка на бяло поле h7 · черен цар на черно поле h6 · бяла пешка на черно поле c5 · бял топ на бяло поле f5 · черна дама на черно поле d4 · бял офицер на бяло поле a2 · бяла пешка на бяло поле g2 · бяла пешка на черно поле h2 · бял цар на бяло поле h1 | черен топ на бяло поле a8 · черен топ на черно поле h8 · черна пешка на черно поле a7 · черна пешка на бяло поле b7 · бяла пешка на черно поле e7 · бяла дама на бяло поле f7 · черна пешка на бяло поле h7 · черен цар на черно поле h6 · бяла пешка на черно поле c5 · бял топ на бяло поле f5 · черна дама на черно поле d4 · бял офицер на бяло поле a2 · бяла пешка на бяло поле g2 · бяла пешка на черно поле h2 · бял цар на бяло поле h1 | черен топ на бяло поле a8 · черен топ на черно поле h8 · черна пешка на черно поле a7 · черна пешка на бяло поле b7 · бяла пешка на черно поле e7 · бяла дама на бяло поле f7 · черна пешка на бяло поле h7 · черен цар на черно поле h6 · бяла пешка на черно поле c5 · бял топ на бяло поле f5 · черна дама на черно поле d4 · бял офицер на бяло поле a2 · бяла пешка на бяло поле g2 · бяла пешка на черно поле h2 · бял цар на бяло поле h1 | черен топ на бяло поле a8 · черен топ на черно поле h8 · черна пешка на черно поле a7 · черна пешка на бяло поле b7 · бяла пешка на черно поле e7 · бяла дама на бяло поле f7 · черна пешка на бяло поле h7 · черен цар на черно поле h6 · бяла пешка на черно поле c5 · бял топ на бяло поле f5 · черна дама на черно поле d4 · бял офицер на бяло поле a2 · бяла пешка на бяло поле g2 · бяла пешка на черно поле h2 · бял цар на бяло поле h1 | черен топ на бяло поле a8 · черен топ на черно поле h8 · черна пешка на черно поле a7 · черна пешка на бяло поле b7 · бяла пешка на черно поле e7 · бяла дама на бяло поле f7 · черна пешка на бяло поле h7 · черен цар на черно поле h6 · бяла пешка на черно поле c5 · бял топ на бяло поле f5 · черна дама на черно поле d4 · бял офицер на бяло поле a2 · бяла пешка на бяло поле g2 · бяла пешка на черно поле h2 · бял цар на бяло поле h1 | черен топ на бяло поле a8 · черен топ на черно поле h8 · черна пешка на черно поле a7 · черна пешка на бяло поле b7 · бяла пешка на черно поле e7 · бяла дама на бяло поле f7 · черна пешка на бяло поле h7 · черен цар на черно поле h6 · бяла пешка на черно поле c5 · бял топ на бяло поле f5 · черна дама на черно поле d4 · бял офицер на бяло поле a2 · бяла пешка на бяло поле g2 · бяла пешка на черно поле h2 · бял цар на бяло поле h1 | черен топ на бяло поле a8 · черен топ на черно поле h8 · черна пешка на черно поле a7 · черна пешка на бяло поле b7 · бяла пешка на черно поле e7 · бяла дама на бяло поле f7 · черна пешка на бяло поле h7 · черен цар на черно поле h6 · бяла пешка на черно поле c5 · бял топ на бяло поле f5 · черна дама на черно поле d4 · бял офицер на бяло поле a2 · бяла пешка на бяло поле g2 · бяла пешка на черно поле h2 · бял цар на бяло поле h1 | черен топ на бяло поле a8 · черен топ на черно поле h8 · черна пешка на черно поле a7 · черна пешка на бяло поле b7 · бяла пешка на черно поле e7 · бяла дама на бяло поле f7 · черна пешка на бяло поле h7 · черен цар на черно поле h6 · бяла пешка на черно поле c5 · бял топ на бяло поле f5 · черна дама на черно поле d4 · бял офицер на бяло поле a2 · бяла пешка на бяло поле g2 · бяла пешка на черно поле h2 · бял цар на бяло поле h1 | 4 |
| 3 | черен топ на бяло поле a8 · черен топ на черно поле h8 · черна пешка на черно поле a7 · черна пешка на бяло поле b7 · бяла пешка на черно поле e7 · бяла дама на бяло поле f7 · черна пешка на бяло поле h7 · черен цар на черно поле h6 · бяла пешка на черно поле c5 · бял топ на бяло поле f5 · черна дама на черно поле d4 · бял офицер на бяло поле a2 · бяла пешка на бяло поле g2 · бяла пешка на черно поле h2 · бял цар на бяло поле h1 | черен топ на бяло поле a8 · черен топ на черно поле h8 · черна пешка на черно поле a7 · черна пешка на бяло поле b7 · бяла пешка на черно поле e7 · бяла дама на бяло поле f7 · черна пешка на бяло поле h7 · черен цар на черно поле h6 · бяла пешка на черно поле c5 · бял топ на бяло поле f5 · черна дама на черно поле d4 · бял офицер на бяло поле a2 · бяла пешка на бяло поле g2 · бяла пешка на черно поле h2 · бял цар на бяло поле h1 | черен топ на бяло поле a8 · черен топ на черно поле h8 · черна пешка на черно поле a7 · черна пешка на бяло поле b7 · бяла пешка на черно поле e7 · бяла дама на бяло поле f7 · черна пешка на бяло поле h7 · черен цар на черно поле h6 · бяла пешка на черно поле c5 · бял топ на бяло поле f5 · черна дама на черно поле d4 · бял офицер на бяло поле a2 · бяла пешка на бяло поле g2 · бяла пешка на черно поле h2 · бял цар на бяло поле h1 | черен топ на бяло поле a8 · черен топ на черно поле h8 · черна пешка на черно поле a7 · черна пешка на бяло поле b7 · бяла пешка на черно поле e7 · бяла дама на бяло поле f7 · черна пешка на бяло поле h7 · черен цар на черно поле h6 · бяла пешка на черно поле c5 · бял топ на бяло поле f5 · черна дама на черно поле d4 · бял офицер на бяло поле a2 · бяла пешка на бяло поле g2 · бяла пешка на черно поле h2 · бял цар на бяло поле h1 | черен топ на бяло поле a8 · черен топ на черно поле h8 · черна пешка на черно поле a7 · черна пешка на бяло поле b7 · бяла пешка на черно поле e7 · бяла дама на бяло поле f7 · черна пешка на бяло поле h7 · черен цар на черно поле h6 · бяла пешка на черно поле c5 · бял топ на бяло поле f5 · черна дама на черно поле d4 · бял офицер на бяло поле a2 · бяла пешка на бяло поле g2 · бяла пешка на черно поле h2 · бял цар на бяло поле h1 | черен топ на бяло поле a8 · черен топ на черно поле h8 · черна пешка на черно поле a7 · черна пешка на бяло поле b7 · бяла пешка на черно поле e7 · бяла дама на бяло поле f7 · черна пешка на бяло поле h7 · черен цар на черно поле h6 · бяла пешка на черно поле c5 · бял топ на бяло поле f5 · черна дама на черно поле d4 · бял офицер на бяло поле a2 · бяла пешка на бяло поле g2 · бяла пешка на черно поле h2 · бял цар на бяло поле h1 | черен топ на бяло поле a8 · черен топ на черно поле h8 · черна пешка на черно поле a7 · черна пешка на бяло поле b7 · бяла пешка на черно поле e7 · бяла дама на бяло поле f7 · черна пешка на бяло поле h7 · черен цар на черно поле h6 · бяла пешка на черно поле c5 · бял топ на бяло поле f5 · черна дама на черно поле d4 · бял офицер на бяло поле a2 · бяла пешка на бяло поле g2 · бяла пешка на черно поле h2 · бял цар на бяло поле h1 | черен топ на бяло поле a8 · черен топ на черно поле h8 · черна пешка на черно поле a7 · черна пешка на бяло поле b7 · бяла пешка на черно поле e7 · бяла дама на бяло поле f7 · черна пешка на бяло поле h7 · черен цар на черно поле h6 · бяла пешка на черно поле c5 · бял топ на бяло поле f5 · черна дама на черно поле d4 · бял офицер на бяло поле a2 · бяла пешка на бяло поле g2 · бяла пешка на черно поле h2 · бял цар на бяло поле h1 | 3 |
| 2 | черен топ на бяло поле a8 · черен топ на черно поле h8 · черна пешка на черно поле a7 · черна пешка на бяло поле b7 · бяла пешка на черно поле e7 · бяла дама на бяло поле f7 · черна пешка на бяло поле h7 · черен цар на черно поле h6 · бяла пешка на черно поле c5 · бял топ на бяло поле f5 · черна дама на черно поле d4 · бял офицер на бяло поле a2 · бяла пешка на бяло поле g2 · бяла пешка на черно поле h2 · бял цар на бяло поле h1 | черен топ на бяло поле a8 · черен топ на черно поле h8 · черна пешка на черно поле a7 · черна пешка на бяло поле b7 · бяла пешка на черно поле e7 · бяла дама на бяло поле f7 · черна пешка на бяло поле h7 · черен цар на черно поле h6 · бяла пешка на черно поле c5 · бял топ на бяло поле f5 · черна дама на черно поле d4 · бял офицер на бяло поле a2 · бяла пешка на бяло поле g2 · бяла пешка на черно поле h2 · бял цар на бяло поле h1 | черен топ на бяло поле a8 · черен топ на черно поле h8 · черна пешка на черно поле a7 · черна пешка на бяло поле b7 · бяла пешка на черно поле e7 · бяла дама на бяло поле f7 · черна пешка на бяло поле h7 · черен цар на черно поле h6 · бяла пешка на черно поле c5 · бял топ на бяло поле f5 · черна дама на черно поле d4 · бял офицер на бяло поле a2 · бяла пешка на бяло поле g2 · бяла пешка на черно поле h2 · бял цар на бяло поле h1 | черен топ на бяло поле a8 · черен топ на черно поле h8 · черна пешка на черно поле a7 · черна пешка на бяло поле b7 · бяла пешка на черно поле e7 · бяла дама на бяло поле f7 · черна пешка на бяло поле h7 · черен цар на черно поле h6 · бяла пешка на черно поле c5 · бял топ на бяло поле f5 · черна дама на черно поле d4 · бял офицер на бяло поле a2 · бяла пешка на бяло поле g2 · бяла пешка на черно поле h2 · бял цар на бяло поле h1 | черен топ на бяло поле a8 · черен топ на черно поле h8 · черна пешка на черно поле a7 · черна пешка на бяло поле b7 · бяла пешка на черно поле e7 · бяла дама на бяло поле f7 · черна пешка на бяло поле h7 · черен цар на черно поле h6 · бяла пешка на черно поле c5 · бял топ на бяло поле f5 · черна дама на черно поле d4 · бял офицер на бяло поле a2 · бяла пешка на бяло поле g2 · бяла пешка на черно поле h2 · бял цар на бяло поле h1 | черен топ на бяло поле a8 · черен топ на черно поле h8 · черна пешка на черно поле a7 · черна пешка на бяло поле b7 · бяла пешка на черно поле e7 · бяла дама на бяло поле f7 · черна пешка на бяло поле h7 · черен цар на черно поле h6 · бяла пешка на черно поле c5 · бял топ на бяло поле f5 · черна дама на черно поле d4 · бял офицер на бяло поле a2 · бяла пешка на бяло поле g2 · бяла пешка на черно поле h2 · бял цар на бяло поле h1 | черен топ на бяло поле a8 · черен топ на черно поле h8 · черна пешка на черно поле a7 · черна пешка на бяло поле b7 · бяла пешка на черно поле e7 · бяла дама на бяло поле f7 · черна пешка на бяло поле h7 · черен цар на черно поле h6 · бяла пешка на черно поле c5 · бял топ на бяло поле f5 · черна дама на черно поле d4 · бял офицер на бяло поле a2 · бяла пешка на бяло поле g2 · бяла пешка на черно поле h2 · бял цар на бяло поле h1 | черен топ на бяло поле a8 · черен топ на черно поле h8 · черна пешка на черно поле a7 · черна пешка на бяло поле b7 · бяла пешка на черно поле e7 · бяла дама на бяло поле f7 · черна пешка на бяло поле h7 · черен цар на черно поле h6 · бяла пешка на черно поле c5 · бял топ на бяло поле f5 · черна дама на черно поле d4 · бял офицер на бяло поле a2 · бяла пешка на бяло поле g2 · бяла пешка на черно поле h2 · бял цар на бяло поле h1 | 2 |
| 1 | черен топ на бяло поле a8 · черен топ на черно поле h8 · черна пешка на черно поле a7 · черна пешка на бяло поле b7 · бяла пешка на черно поле e7 · бяла дама на бяло поле f7 · черна пешка на бяло поле h7 · черен цар на черно поле h6 · бяла пешка на черно поле c5 · бял топ на бяло поле f5 · черна дама на черно поле d4 · бял офицер на бяло поле a2 · бяла пешка на бяло поле g2 · бяла пешка на черно поле h2 · бял цар на бяло поле h1 | черен топ на бяло поле a8 · черен топ на черно поле h8 · черна пешка на черно поле a7 · черна пешка на бяло поле b7 · бяла пешка на черно поле e7 · бяла дама на бяло поле f7 · черна пешка на бяло поле h7 · черен цар на черно поле h6 · бяла пешка на черно поле c5 · бял топ на бяло поле f5 · черна дама на черно поле d4 · бял офицер на бяло поле a2 · бяла пешка на бяло поле g2 · бяла пешка на черно поле h2 · бял цар на бяло поле h1 | черен топ на бяло поле a8 · черен топ на черно поле h8 · черна пешка на черно поле a7 · черна пешка на бяло поле b7 · бяла пешка на черно поле e7 · бяла дама на бяло поле f7 · черна пешка на бяло поле h7 · черен цар на черно поле h6 · бяла пешка на черно поле c5 · бял топ на бяло поле f5 · черна дама на черно поле d4 · бял офицер на бяло поле a2 · бяла пешка на бяло поле g2 · бяла пешка на черно поле h2 · бял цар на бяло поле h1 | черен топ на бяло поле a8 · черен топ на черно поле h8 · черна пешка на черно поле a7 · черна пешка на бяло поле b7 · бяла пешка на черно поле e7 · бяла дама на бяло поле f7 · черна пешка на бяло поле h7 · черен цар на черно поле h6 · бяла пешка на черно поле c5 · бял топ на бяло поле f5 · черна дама на черно поле d4 · бял офицер на бяло поле a2 · бяла пешка на бяло поле g2 · бяла пешка на черно поле h2 · бял цар на бяло поле h1 | черен топ на бяло поле a8 · черен топ на черно поле h8 · черна пешка на черно поле a7 · черна пешка на бяло поле b7 · бяла пешка на черно поле e7 · бяла дама на бяло поле f7 · черна пешка на бяло поле h7 · черен цар на черно поле h6 · бяла пешка на черно поле c5 · бял топ на бяло поле f5 · черна дама на черно поле d4 · бял офицер на бяло поле a2 · бяла пешка на бяло поле g2 · бяла пешка на черно поле h2 · бял цар на бяло поле h1 | черен топ на бяло поле a8 · черен топ на черно поле h8 · черна пешка на черно поле a7 · черна пешка на бяло поле b7 · бяла пешка на черно поле e7 · бяла дама на бяло поле f7 · черна пешка на бяло поле h7 · черен цар на черно поле h6 · бяла пешка на черно поле c5 · бял топ на бяло поле f5 · черна дама на черно поле d4 · бял офицер на бяло поле a2 · бяла пешка на бяло поле g2 · бяла пешка на черно поле h2 · бял цар на бяло поле h1 | черен топ на бяло поле a8 · черен топ на черно поле h8 · черна пешка на черно поле a7 · черна пешка на бяло поле b7 · бяла пешка на черно поле e7 · бяла дама на бяло поле f7 · черна пешка на бяло поле h7 · черен цар на черно поле h6 · бяла пешка на черно поле c5 · бял топ на бяло поле f5 · черна дама на черно поле d4 · бял офицер на бяло поле a2 · бяла пешка на бяло поле g2 · бяла пешка на черно поле h2 · бял цар на бяло поле h1 | черен топ на бяло поле a8 · черен топ на черно поле h8 · черна пешка на черно поле a7 · черна пешка на бяло поле b7 · бяла пешка на черно поле e7 · бяла дама на бяло поле f7 · черна пешка на бяло поле h7 · черен цар на черно поле h6 · бяла пешка на черно поле c5 · бял топ на бяло поле f5 · черна дама на черно поле d4 · бял офицер на бяло поле a2 · бяла пешка на бяло поле g2 · бяла пешка на черно поле h2 · бял цар на бяло поле h1 | 1 |
|   | a | b | c | d | e | f | g | h |   |

Защита Грюнфелд

1. d4 Кf6 2. c4 g6 3. Кc3 d5 4. Of4 Og7 5. e3 c5 6. d:c5 Да5 7. Тс1 Ке4 8. с:d5 К:с3 9. Дd2 Д:а2 10. b:c3 Д:а5 11. Ос4 Кd7 12. Ке2 Ке5 13. Оа2 Оf5 14. O:e5 O:e5 15. Кd4 Д:с5 16. К:f5 g:f5 17. 0-0 Дa5 18. Дс2 f4 19. c4 f:e3 20. c5! Дd2 Белите жертват пешка за инициатива 21. Да4+ Цf8 22. Тcd1 Де2 23. d6! (диаграма 1). Тук Петросян жертва и качество, но получава много силна позиция с матови заплахи срещу черния цар. 23. ... Дh5! 24. f4 e2! 25. f:e5 e:d1Д 26. Т:d1 Д:e5 27. Тf1 f6 28. Дb3! 29. Дf7+!! Цh6 30. d:e7 f5 31. Т:f5! Дd4+ 32. Цh1 (диаграма 2). Фишер се предава пред загуба на дамата за защита от мат (32. ... Дd1+ 33. Tf1 Д:f1 34. Д:f1).
Петросян продължава да се състезава до смъртта си от рак през 1984.